# Скало Калитри-Пескопагано (Авелино)
Скало Калитри-Пескопагано је насеље у Италији у округу Авелино, региону Кампанија.
Према процени из 2011. у насељу је живело 49 становника. Насеље се налази на надморској висини од 369 м.